# Le Garde du corps (film, 1979)
Pour les articles homonymes, voir Le Garde du corps.
Pour plus de détails, voir Fiche technique et Distribution.
Le Garde du corps (Телохранитель) est un ostern soviétique réalisé par Ali Khamraev et sorti en 1979.

## Synopsis
Un détachement de soldats de l'Armée rouge retient prisonnier le sultan Nazar, grand idéologue du mouvement nationaliste au Turkestan. Il doit être emmené à Douchanbé pour obliger les Basmatchis à déposer les armes. La mission de transport du prisonnier est confiée au chasseur de montagne Mirzo. La fille du sultan Nazar, Zarengiz, et son fidèle serviteur, Seyfoulla, voyagent avec eux. Les voyageurs sont poursuivis par la bande de Fottabek, qui veut s'emparer du tamga, symbole de pouvoir. Fottabek est aidé par sa femme Aibach, une « sorcière » issue d'une famille de chamans, qui lit dans les pierres et donne de sages conseils.
Mirzo tue facilement les gardes de Fottabek à l'aide de couteaux de lancer. Les voyageurs atteignent ensuite le kichlak où vit la mère de Mirzo. Elle met un talisman autour du cou de son fils et le bénit avec les esprits des montagnes. Le garçon Kavo, qui arrive, rapporte la mort du commissaire, mordu par un cobra. Lors de la traversée du col, Seyfoulla meurt en tombant dans l'abîme. Fottabek est sur le point d'atteindre son but, mais Mirzo tue avec fougue toute sa bande dans la gorge, et Fottabek lui-même est mortellement blessé par le sultan Nazar à l'aide d'une pierre. Finalement, c'est le montagnard Mirzo qui remporte le tamga.

## Fiche technique
- Titre français : Le Garde du corps[1]
- Titre original russe : Телохранитель[2]
- Réalisateur : Ali Khamraev
- Scénario : Ali Khamraev
- Photographie : Leonid Kalachnikov (ru), Iouri Klimenko (ru), Viatcheslav Semine
- Musique : Edouard Artemiev
- Sociétés de production : Tadjikfilm
- Pays de production :  Union soviétique
- Langues originales : russe
- Format : couleurs - Son mono - 70 mm
- Durée : 90 minutes
- Genre : ostern
- Dates de sortie :
  - Union soviétique : 1979

## Distribution
- Alexandre Kaïdanovski : Mirzo
- Anatoli Solonitsyne : sultan Nazar
- Chavkat Abdoussalamov (ru) : Fottabek
- Gulcha Tachbaeva : Aibach, la femme de Fottabek
- Nikolaï Grinko : Nikolaï Grigorievitch

## Accueil critique
L'historien du cinéma Valentin Mikhalkovitch (ru) a trouvé dans Le Garde du corps des caractéristiques d'un western, ce qui ne l'a pas empêché d'attribuer ce film à un certain nombre de films de Khamraev sur le thème historico-révolutionnaire (Les Sables rouges (ru), 1968 ; Le Commissaire extraordinaire (ru), 1970 ; Sans peur (ru), 1971 ; La Septième Balle (ru), 1972), dont les personnages sont animés par la même passion - le rêve d'une vie meilleure. En même temps, Le Garde du corps et un autre film de Khamraev sorti à l'époque — Triptyque (1979) — sont unis par l'image d'une maison construite de ses propres mains, car la véritable vocation de Mirzo est de construire des maisons.